# Levi P. Morton
Levi Parsons Morton (Shoreham, Vermont; 16 de mayo de 1824-Rhinebeck, Nueva York; 16 de mayo de 1920) fue un político estadounidense miembro del Partido Republicano. Fue vicepresidente de los Estados Unidos desde 1889 hasta 1893 bajo el mandato del presidente Benjamin Harrison.
En las elecciones de 1888, Morton fue elegido como compañero de fórmula de Benjamin Harrison. Harrison y Morton perdieron el voto popular, pero ganaron el voto del Colegio Electoral. Ambos juramentaron sus cargos como presidente y vicepresidente, respectivamente, el 4 de marzo de 1889.
Como vicepresidente, Morton no era cercano a Harrison personalmente, y el presidente Harrison no solía consultar con él sobre asuntos políticos. En 1892, Morton no hizo campaña para la renominación ya que no estaba interesado en cumplir otro mandato como vicepresidente. Terminó su mandato el 4 de marzo de 1893.
Después de dejar la vicepresidencia, fue gobernador de Nueva York de 1895 a 1896 y, después de concluir su gestión, Morton regresó a su carrera empresarial y a la gestión de sus inversiones.